# Les Bordes (Indre)
Pour les articles homonymes, voir Les Bordes.
Les Bordes sont une commune française située dans le département de l'Indre, en région Centre-Val de Loire.

## Géographie

### Localisation
La commune est située dans l'est du département, dans la région naturelle de la Champagne berrichonne.
Les communes chefs-lieux et préfectorales sont : Issoudun (4 km), Châteauroux (28 km), La Châtre (44 km) et Le Blanc (79 km).

### Communes limitrophes
Les communes limitrophes sont : Issoudun (4 km), Lizeray (5 km), Sainte-Lizaigne (5 km) et Paudy (8 km).

### Hameaux et lieux-dits
Les hameaux et lieux-dits de la commune sont : les Davignons, les Plantes et Moqueriche.

### Géologie et hydrographie
La commune est classée en zone de sismicité 2, correspondant à une sismicité faible.

### Climat
Pour des articles plus généraux, voir Climat du Centre-Val de Loire et Climat de l'Indre.
En 2010, le climat de la commune est de type climat océanique dégradé des plaines du Centre et du Nord, selon une étude du CNRS s'appuyant sur une série de données couvrant la période 1971-2000. En 2020, Météo-France publie une typologie des climats de la France métropolitaine dans laquelle la commune est exposée à un climat océanique altéré et est dans la région climatique  Centre et contreforts nord du Massif Central, caractérisée par un air sec en été et un bon ensoleillement. 
Pour la période 1971-2000, la température annuelle moyenne est de 11,7 °C, avec une amplitude thermique annuelle de 15,2 °C. Le cumul annuel moyen de précipitations est de 754 mm, avec 11,1 jours de précipitations en janvier et 7,1 jours en juillet. Pour la période 1991-2020, la température moyenne annuelle observée sur la station météorologique de Météo-France la plus proche, sur la commune de Graçay à 21 km à vol d'oiseau, est de 12,1 °C et le cumul annuel moyen de précipitations est de 741,3 mm,. Pour l'avenir, les paramètres climatiques de la commune estimés pour 2050 selon différents scénarios d'émission de gaz à effet de serre sont consultables sur un site dédié publié par Météo-France en novembre 2022.

## Urbanisme

### Typologie
Au 1er janvier 2024, Les Bordes sont catégorisées bourg rural, selon la nouvelle grille communale de densité à sept niveaux définie par l'Insee en 2022.
Elle est située hors unité urbaine. Par ailleurs la commune fait partie de l'aire d'attraction d'Issoudun, dont elle est une commune de la couronne,. Cette aire, qui regroupe 20 communes, est catégorisée dans les aires de moins de 50 000 habitants,.

### Occupation des sols

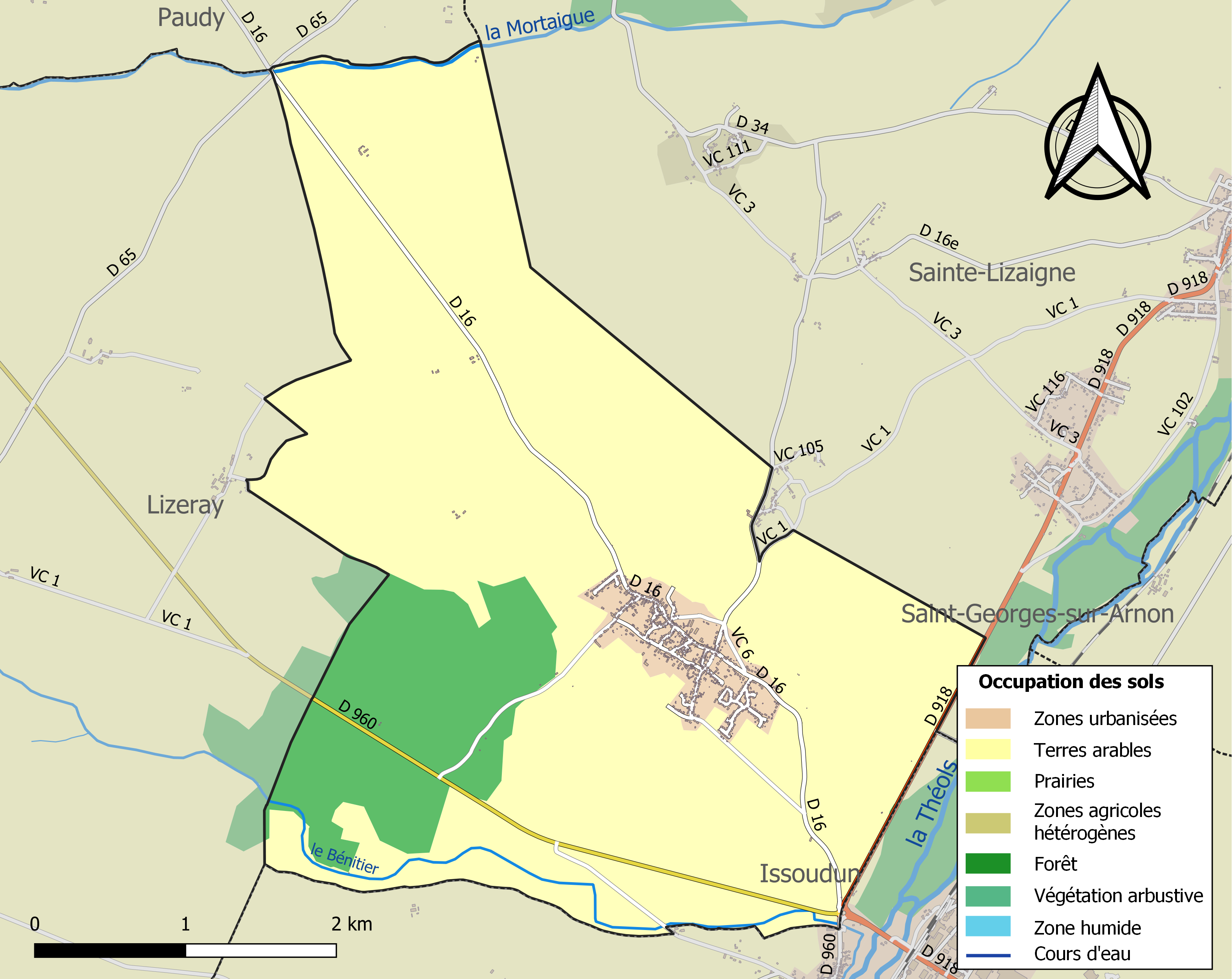
Carte des infrastructures et de l'occupation des sols de la commune en 2018 (CLC).

L'occupation des sols de la commune, telle qu'elle ressort de la base de données européenne d’occupation biophysique des sols Corine Land Cover (CLC), est marquée par l'importance des territoires agricoles (81,6 % en 2018), en diminution par rapport à 1990 (82,7 %). La répartition détaillée en 2018 est la suivante : 
terres arables (81,6 %), forêts (14,1 %), zones urbanisées (4,4 %). L'évolution de l’occupation des sols de la commune et de ses infrastructures peut être observée sur les différentes représentations cartographiques du territoire : la carte de Cassini (XVIIIe siècle), la carte d'état-major (1820-1866) et les cartes ou photos aériennes de l'IGN pour la période actuelle (1950 à aujourd'hui).

### Logement
Le tableau ci-dessous présente le détail du secteur des logements de la commune :
| Date du relevé                                              | 2013   | 2015   |
| Nombre total de logements                                   | 423    | 427    |
| Résidences principales                                      | 86,3 % | 86,6 % |
| Résidences secondaires                                      | 2,1 %  | 2,4 %  |
| Logements vacants                                           | 11,6 % | 11 %   |
| Part des ménages propriétaires de leur résidence principale | 88,3 % | 88,6 % |

### Voies de communication et transports
Le territoire communal est desservi par les routes départementales : 16, 16E, 918 et 960.
La gare ferroviaire la plus proche est la gare d'Issoudun, à 4 km.
Les Bordes sont desservies par la ligne 1 du réseau TIGR.
L'aéroport le plus proche est l'aéroport de Châteauroux-Centre, à 28 km.
Le territoire communal est traversé par le sentier de grande randonnée de pays de la Champagne berrichonne.

### Risques majeurs
Le territoire de la commune des Bordes est vulnérable à différents aléas naturels : météorologiques (tempête, orage, neige, grand froid, canicule ou sécheresse) et séisme (sismicité faible). Un site publié par le BRGM permet d'évaluer simplement et rapidement les risques d'un bien localisé soit par son adresse soit par le numéro de sa parcelle.

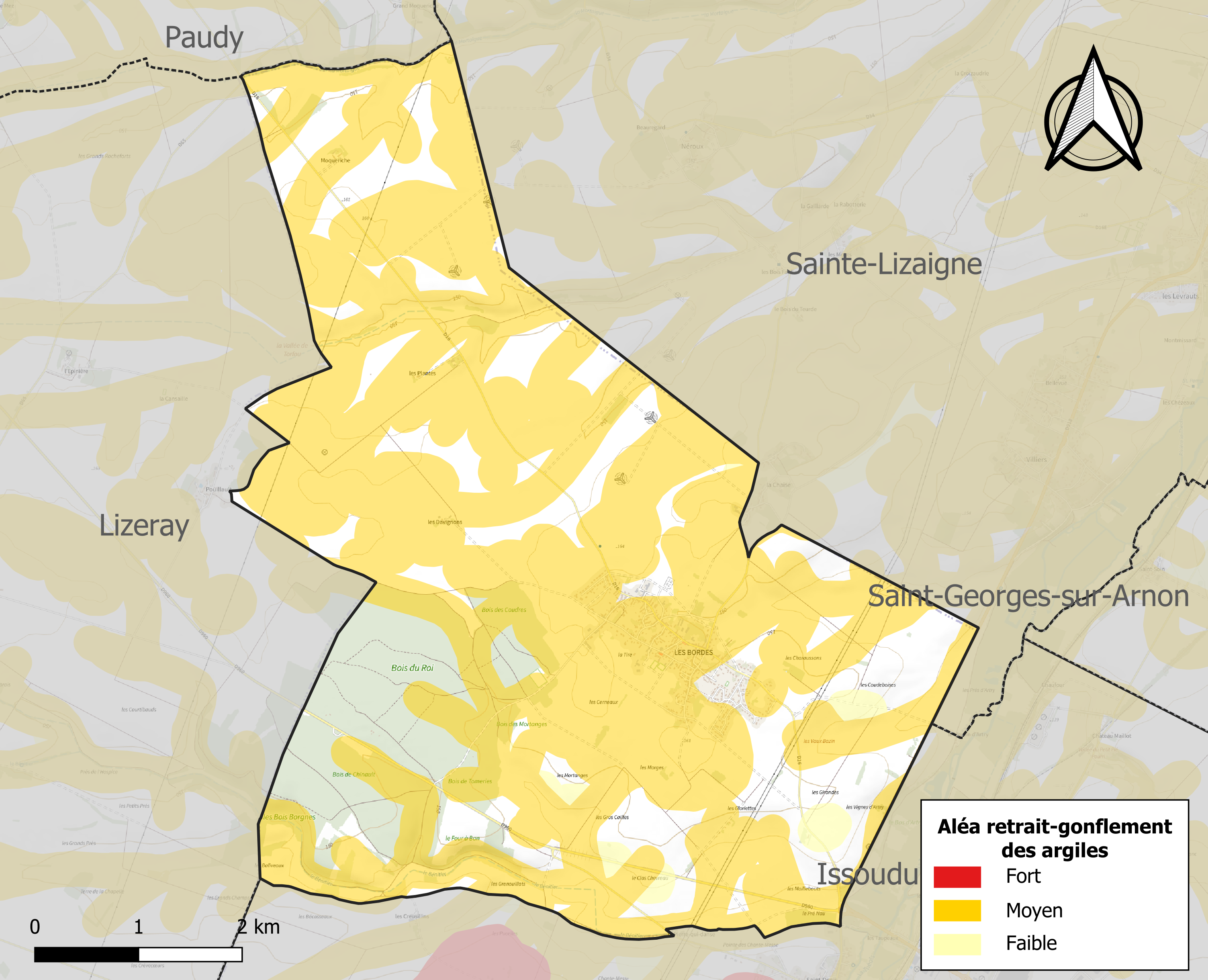
Carte des zones d'aléa retrait-gonflement des sols argileux des Bordes.

Le retrait-gonflement des sols argileux est susceptible d'engendrer des dommages importants aux bâtiments en cas d’alternance de périodes de sécheresse et de pluie. 72,1 % de la superficie communale est en aléa moyen ou fort (84,7 % au niveau départemental et 48,5 % au niveau national). Sur les 422 bâtiments dénombrés sur la commune en 2019, 332 sont en aléa moyen ou fort, soit 79 %, à comparer aux 86 % au niveau départemental et 54 % au niveau national. Une cartographie de l'exposition du territoire national au retrait gonflement des sols argileux est disponible sur le site du BRGM,.
Concernant les mouvements de terrains, la commune a été reconnue en état de catastrophe naturelle au titre des dommages causés par la sécheresse en 2016, 2018 et 2019 et par des mouvements de terrain en 1999.

## Toponymie
Borde « cabane, maisonnette, métairie » est un mot d’origine germanique (francique bort « planche », d’où borda « cabane » en latin tardif), désignant d’abord la maison isolée, puis des hameaux.
Ses habitants sont appelés les Bordois.

## Histoire
La commune a été créée en 1912 à partir des communes d'Issoudun, Lizeray et Sainte-Lizaigne.
La commune fut rattachée de 1973 à 2015 au canton d'Issoudun-Nord.Chaque année, une cavalcade a lieu. En 2024, le char des musiciens a été sacré vainqueur du festival.

## Politique et administration
La commune dépend de l'arrondissement d'Issoudun, du canton d'Issoudun, de la deuxième circonscription de l'Indre et de la communauté de communes du Pays d'Issoudun.
Elle dispose d'une agence postale communale.
| Période    | Période  | Identité          | Étiquette | Qualité                  |
| ---------- | -------- | ----------------- | --------- | ------------------------ |
| mars 2001, | 2020     | Dominique Delpoux | DVG       | Directeur socio-culturel |
| 2020       | En cours | Carole Vitte      |           |                          |

## Population et société

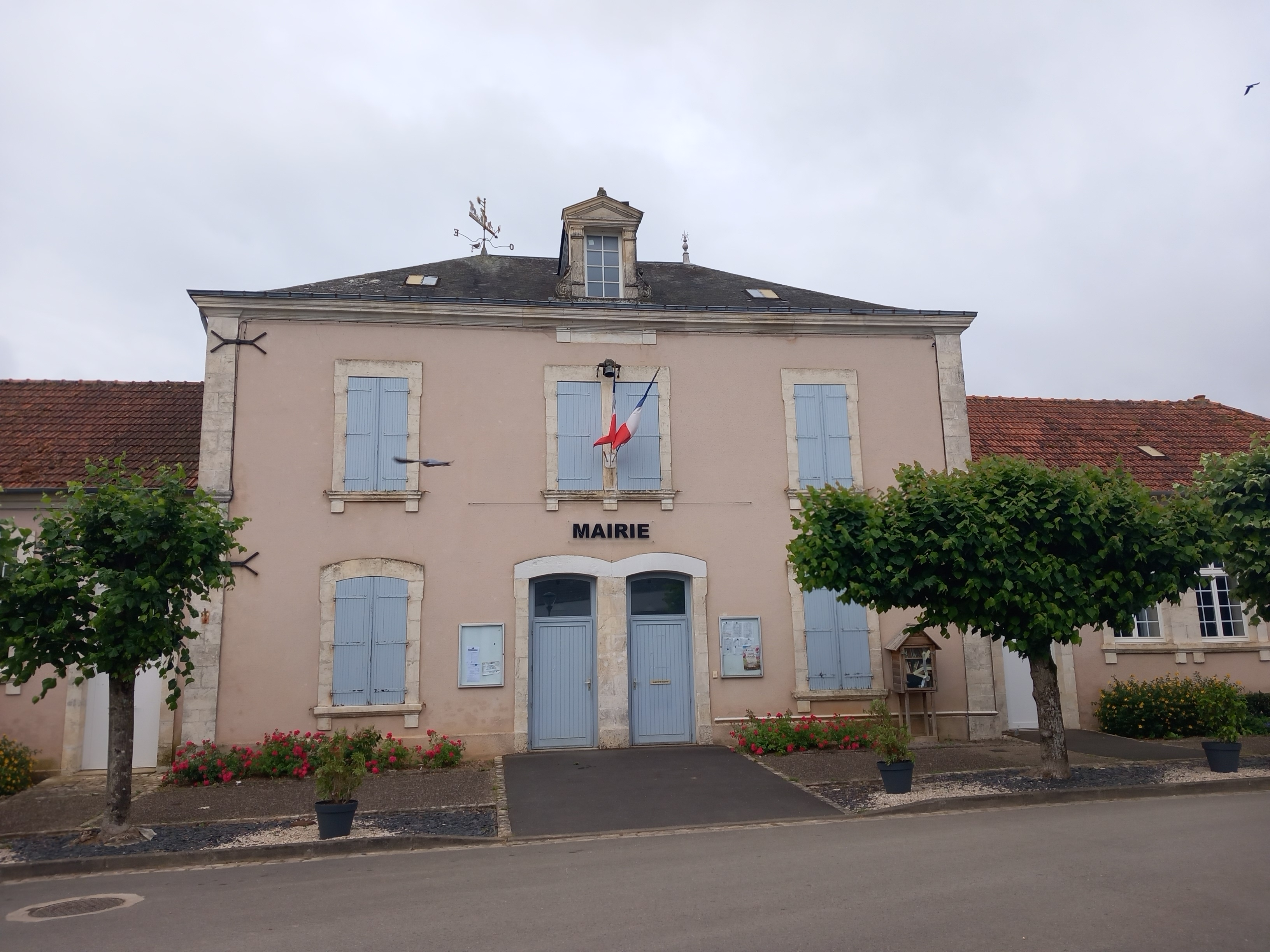
mairie de bordes

### Démographie
L'évolution du nombre d'habitants est connue à travers les recensements de la population effectués dans la commune depuis 1921. Pour les communes de moins de 10 000 habitants, une enquête de recensement portant sur toute la population est réalisée tous les cinq ans, les populations de référence des années intermédiaires étant quant à elles estimées par interpolation ou extrapolation. Pour la commune, le premier recensement exhaustif entrant dans le cadre du nouveau dispositif a été réalisé en 2007.

En 2022, la commune comptait 824 habitants, en évolution de −7,93 % par rapport à 2016 (Indre : −3 %, France hors Mayotte : +2,11 %).
| 1921 | 1926 | 1931 | 1936 | 1946 | 1954 | 1962 | 1968 | 1975 |
| ---- | ---- | ---- | ---- | ---- | ---- | ---- | ---- | ---- |
| 529  | 492  | 503  | 467  | 517  | 518  | 566  | 598  | 564  |

| 1982 | 1990 | 1999 | 2006 | 2007 | 2012 | 2017 | 2022 | - |
| ---- | ---- | ---- | ---- | ---- | ---- | ---- | ---- | - |
| 771  | 925  | 936  | 942  | 943  | 906  | 895  | 824  | - |

### Enseignement
La commune dépend de la circonscription académique d'Issoudun.

### Équipement culturel

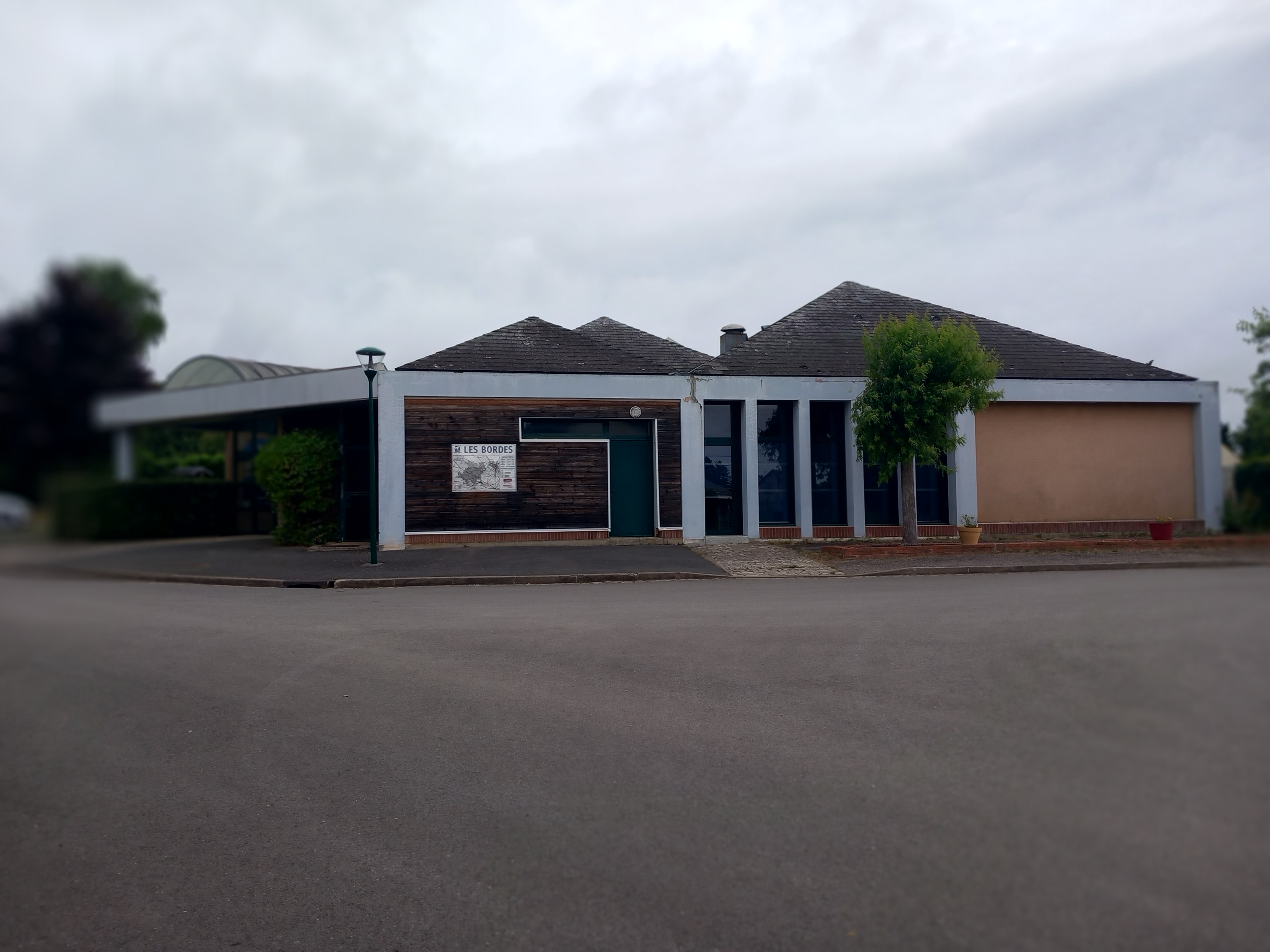
les bordes salle des fêtes

### Médias
La commune est couverte par les médias suivants : La Nouvelle République du Centre-Ouest, Le Berry républicain, L'Écho - La Marseillaise, La Bouinotte, Le Petit Berrichon, France 3 Centre-Val de Loire, Berry Issoudun Première, Vibration, Forum, France Bleu Berry et RCF en Berry.

## Économie
La commune se situe dans l’aire urbaine d'Issoudun, dans la zone d’emploi d'Issoudun et dans le bassin de vie d'Issoudun.
La commune se trouve dans l'aire géographique et dans la zone de production du lait, de fabrication et d'affinage du fromage Valençay.
La culture de la lentille verte du Berry est présente dans la commune.

## Culture locale et patrimoine

### Lieux et monuments
- Chapelle
- Monument aux morts
- Clos des Mortanges